# Glycogénopexie
La glycogénopexie est la mise en réserve et la fixation du glycogène.